# Ilie Toma
Ilie Toma (n. 30 iulie 1969

) este un deputat român, ales în 2016. 